# Den förste zigenaren i rymden
Den förste zigenaren i rymden är en svensk/norsk/finsk film från 2002 i regi av Agneta Fagerström-Olsson och med manus av Peter Birro och Agneta Fagerström-Olsson. Den producerades av SVT Göteborg och sändes i fyra timslånga avsnitt i SVT under 2002.